# 紅葉谷 (六甲山)

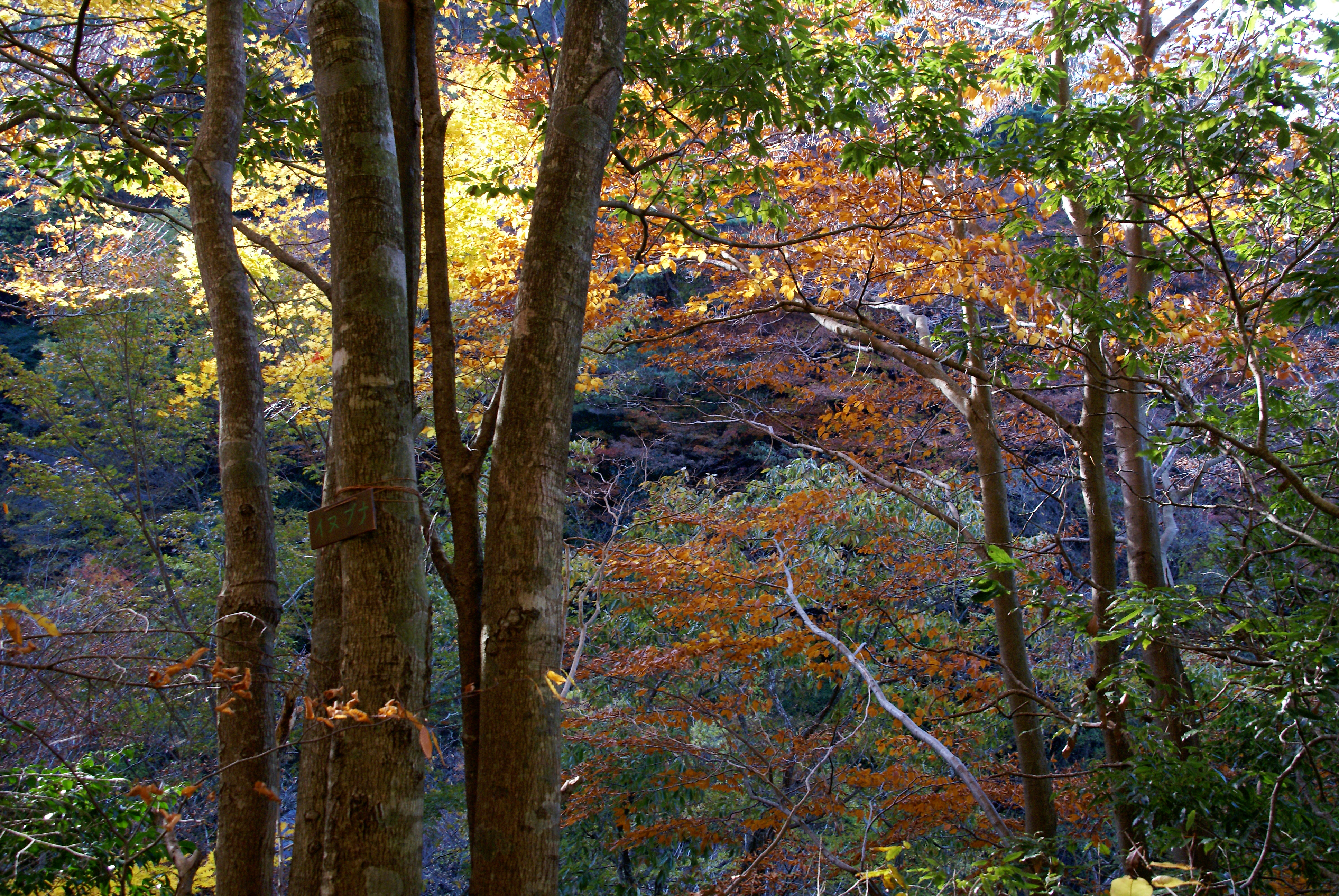
広葉樹の林

紅葉谷（もみじだに）は兵庫県神戸市の六甲山地にある谷。紅葉の名所として知られる。

## 概要
大谷川により刻まれた谷の一つで、標高866メートルの極楽茶屋（2013年現在、閉鎖中）から六甲山北斜面の谷道を100メートルほど下ったところにある分岐点の右側の登山道の先に位置する（左は湯槽谷道）。有馬温泉郷まで遊歩道（登山道）が設けられており、これは1932年（昭和7年）に六甲ケーブルの開通に合わせて整備されたもので、そのときに紅葉の美しさから紅葉谷と命名されたとされる。
六甲山地の他のエリアとは異なる、ブナやイヌブナをはじめクリ、コナラ、カエデやシデなど、紅葉する落葉広葉樹が主の森林である。

## 谷の分岐
- 白石谷分岐
- 七曲滝分岐 - 七曲滝、蟇滝に至る

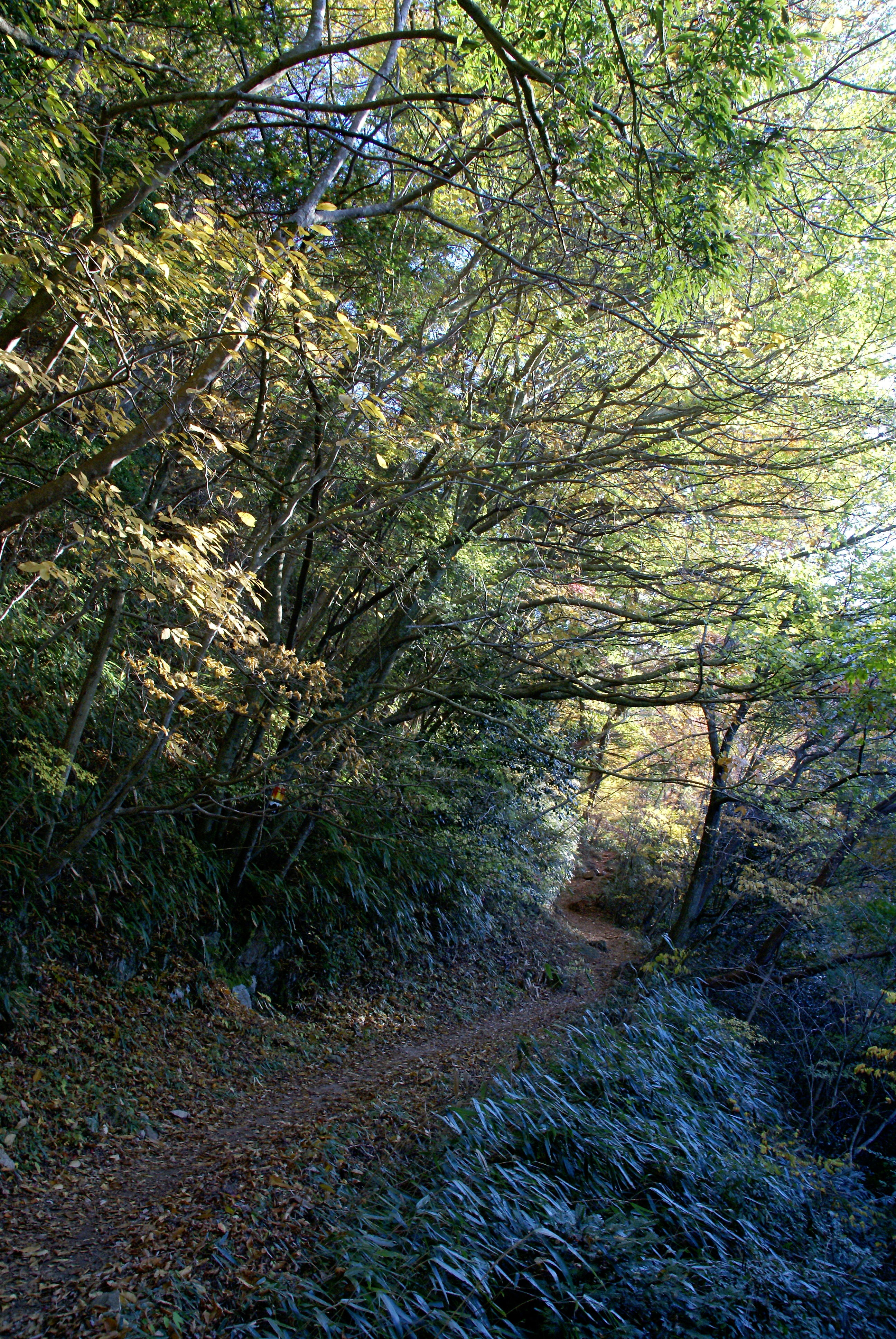
谷沿いの山道

- 百間滝分岐 - 百間滝落差20m、似位滝落差30mに至る
- 番匠野畑尾根道との分岐

## 交通アクセス
- 六甲有馬ロープウェー 六甲山頂駅 徒歩5分で極楽茶屋、そこから30分下る。